# Elattoneura
Elattoneura is een geslacht van libellen (Odonata) uit de familie van de Protoneuridae.

## Soorten
Elattoneura omvat 34 soorten:
- Elattoneura acuta Kimmins, 1938
- Elattoneura analis (Selys, 1860)
- Elattoneura atkinsoni (Selys, 1886)
- Elattoneura aurantiaca (Selys, 1886)
- Elattoneura balli Kimmins, 1938
- Elattoneura caesia (Hagen in Selys, 1860)
- Elattoneura campioni (Fraser, 1922)
- Elattoneura centrafricana Lindley, 1976
- Elattoneura centralis (Hagen in Selys, 1860)
- Elattoneura coomansi Lieftinck, 1937
- Elattoneura dorsalis Kimmins, 1938
- Elattoneura erythromma Lieftinck, 1953
- Elattoneura frenulata (Hagen in Selys, 1860)
- Elattoneura girardi Legrand, 1980
- Elattoneura glauca (Selys, 1860)
- Elattoneura josemorai Compte Sart, 1964
- Elattoneura leucostigma (Fraser, 1933)
- Elattoneura lliba Legrand, 1985
- Elattoneura longispina Lieftinck, 1937
- Elattoneura mauros Dow, Choong & Ng, 2010
- Elattoneura mayombensis Legrand, 1985
- Elattoneura morini Legrand, 1985
- Elattoneura nigerrima (Laidlaw, 1917)
- Elattoneura nigra Kimmins, 1938
- Elattoneura nihari Mitra, 1995
- Elattoneura oculata (Kirby, 1894)
- Elattoneura pasquinii Consiglio, 1978
- Elattoneura pluotae Legrand, 1982
- Elattoneura pruinosa (Selys, 1886)
- Elattoneura souteri (Fraser, 1924)
- Elattoneura tenax (Hagen in Selys, 1860)
- Elattoneura tetrica (Laidlaw, 1917)
- Elattoneura tropicalis Pinhey, 1974
- Elattoneura vrijdaghi Fraser, 1954